# Verónica Alcocer
Verónica del Socorro Alcocer García (Sincelejo, 26 maggio 1976) è un'attivista e filantropa colombiana, dal agosto 2022 First Lady della Colombia in quanto moglie di Gustavo Petro dal 2000.

## Biografia
Verónica del Socorro Alcocer García è nata il 26 maggio 1976 a Sincelejo, Sucre. È la maggiore di tre figli. Suo padre, Jorge Emilio Alcocer, era un membro attivo del Partito conservatore, ammiratore dell'ex senatore e ambasciatore colombiano negli Stati Uniti Álvaro Gómez Hurtado. Il suo cognome viene dall'Italia, da dove i suoi antenati arrivarono negli anni 30.  Sua madre, Elisabeth García, è una casalinga e fervente cattolica, una delle sue principali sostenitrici nel corso degli anni.
Da bambina sognava di farsi suora, anche se quel sogno poi cambiò con l'arrivo del primo figlio, Nicolás, frutto di una relazione, che l'avrebbe costretta a tornare a casa dei suoi genitori.
Ha studiato giurisprudenza presso la Corporación Universitaria del Caribe,  anche se non ha terminato gli studi. Lì conobbe Gustavo Petro all'inizio del 2000, quando fu invitato a tenere una conferenza. Alla fine dello stesso anno i due si sposarono. Alcocer ha 3 figli: uno da una precedente realzione, di nome Nicolás, concepito quando era adolescente, e due figlie con Gustavo Petro, di nome Sofía e Antonella.

## Attività
Alcocer ha accompagnato Petro durante le sue candidature presidenziali e si dice che sia stata il suo stretto consigliere quando era sindaco di Bogotà. Oltre all'attività politica, si è dedicata all'attivismo sociale, ha intrapreso programmi di aiuto a favore dei bambini, degli adolescenti e degli anziani e ha dichiarato di cercare di dare un'immagine positiva della Colombia.

### Campagna presidenziale 2022

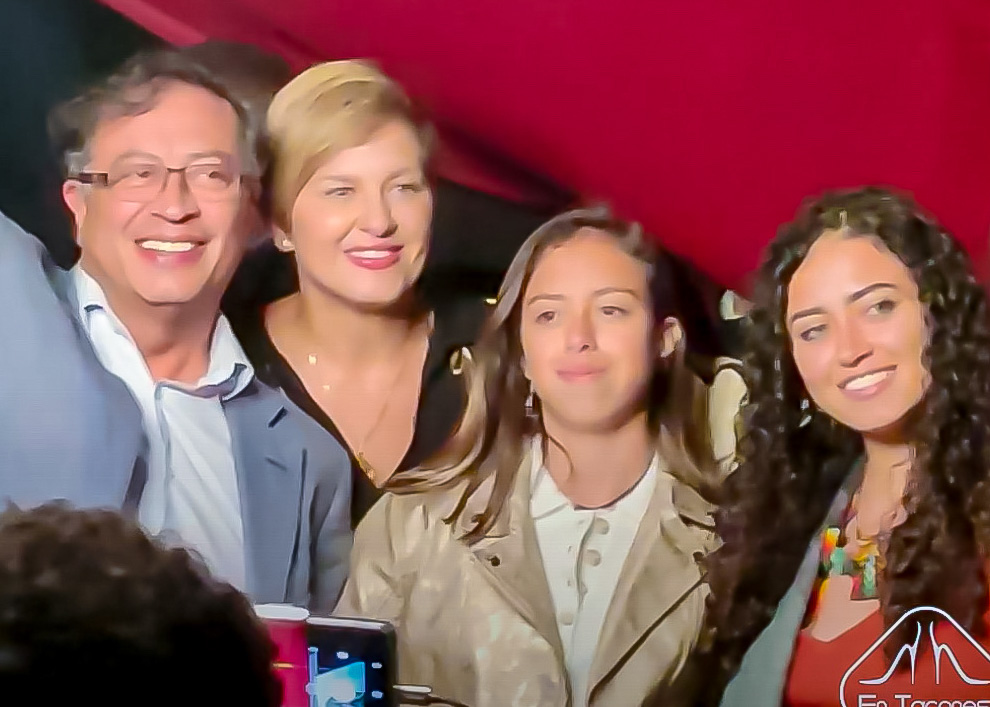
Alcocer con il marito Gustavo e le figlie Antonella e Sofía nel 2022

Tra il 2021 e il 2022, in occasione della campagna presidenziale in cui è stato eletto il marito Gustavo Petro, Alcocer ha avuto un ruolo molto più attivo e visibile rispetto al passato. Sui suoi social network, Alcocer ha presentato una serie di video e fotografie di visite guidate in varie città e comuni del paese, oltre a numerose interviste su diversi media. Sono state evidenziate anche le sue abilità nella danza e l'uso di abiti di stilisti colombiani.
Nel giugno 2022, sono stati rivelati una serie di video registrati in modo irregolare di incontri privati della campagna presidenziale di Petro, in uno dei quali si è sentito Alcocer affermare che tutte le giornaliste stavano scalando posizioni nei media dopo essere state coinvolte con i loro superiori. Alcocer si è scusata dicendo che si trattava di registrazioni "prese fuori contesto" e che non rappresentavano le sue idee.